# Mouvement républicain sénégalais
Le Mouvement républicain sénégalais (MRS) est un parti politique sénégalais, dirigé par Demba Da.

## Histoire
Le MRS naît le 3 juillet 1977. C'est l'un des quatre partis autorisés par Léopold Sédar Senghor. Son chef est alors Boubacar Guèye, avocat, ancien ministre et cousin de Lamine Guèye.
Le parti est officiellement reconnu le 7 février 1979.
Il participe aux élections législatives de 1998, mais n'obtient aucun siège à l'Assemblée nationale.
Lors des élections législatives de 2001, le MRS recueille 4149 voix, soit 0,22 %, sans obtenir de siège.

## Orientation
Le MRS se présente comme un parti conservateur. Il plaide pour une économie libérale à tendance sociale et a milité en faveur d'un Parlement bicaméral.

## Symboles
Sa couleur est le blanc, son symbole, le soleil ardent.

## Organisation
Son siège se trouve à Dakar.